# Stella Musy
Maria Stella Musy (Roma, 10 febbraio 1970) è una doppiatrice e direttrice del doppiaggio italiana.

## Biografia
È figlia dell'attore e doppiatore Gianni Musy e dell'attrice Rada Rassimov; ha una sorella attrice, Mascia.
È la voce ricorrente di molte attrici come Liv Tyler, Kate Hudson, Amy Adams, Diane Kruger, Naomie Harris, Emily Mortimer, Kristin Davis, Jessica Capshaw, Jennifer Love Hewitt, Marion Cotillard, Jennifer Morrison e molte altre.
Nelle serie televisive ha doppiato tra le altre Jennifer Love Hewitt in Ghost Whisperer - Presenze, Roselyn Sánchez in Devious Maids - Panni sporchi a Beverly Hills, Michelle Williams in Dawson's Creek, Jessica Capshaw in Grey's Anatomy, Kristin Davis in Sex and the City e Jennifer Morrison in C'era una volta.
Molti i doppiaggi di serie animate, soprattutto giapponesi: ad esempio Misato Katsuragi di Neon Genesis Evangelion, Akane Tendo di Ranma ½, Madoka Ayukawa di Kimagure Orange Road (nella versione Dynit/Yamato Video della serie, OAV esclusi), Sango di Inuyasha negli episodi dal 24 al 26 e nell'ultima serie Inuyasha: The Final Act, Meryl Strife di Trigun e Trigun: Badlands Rumble, e Inaho di Master Mosquiton.

## Vita privata
È stata sposata con il doppiatore Massimiliano Manfredi da cui ha avuto un figlio. Attualmente è compagna del doppiatore Christian Iansante.

## Doppiaggio

### Film
- Kate Hudson in Il dottor T e le donne, Le quattro piume, Quando meno te lo aspetti, Tu, io e Dupree, Tutti pazzi per l'oro, Nine, The Killer Inside Me, Il mio angolo di paradiso, Rock the Kasbah, Mother's Day, Deepwater - Inferno sull'oceano, Marcia per la libertà, Music, Mona Lisa and the Blood Moon, Glass Onion: Knives Out
- Liv Tyler in Empire Records, Dolly's Restaurant, Io ballo da sola, Un corpo da reato, Il Signore degli Anelli - La Compagnia dell'Anello, Il Signore degli Anelli - Le due torri, Il Signore degli Anelli - Il ritorno del re, Jersey Girl, L'incredibile Hulk, The Strangers, Super - Attento crimine!!!, Ad Astra, Captain America: Brave New World
- Naomie Harris in Pirati dei Caraibi - La maledizione del forziere fantasma, Pirati dei Caraibi - Ai confini del mondo, My Last Five Girlfriends, Skyfall, Southpaw - L'ultima sfida, Spectre, Il traditore tipo, Collateral Beauty, Rampage - Furia animale, No Time to Die, Venom - La furia di Carnage, Black Bag - Doppio gioco
- Kristin Davis in Shaggy Dog - Papà che abbaia... non morde, Conciati per le feste, Sex and the City, L'isola delle coppie, Sex and the City 2, Viaggio nell'isola misteriosa
- Marion Cotillard in Un sapore di ruggine e ossa, C'era una volta a New York, Due giorni, una notte, Macbeth, È solo la fine del mondo, Mal di pietre, Asterix & Obelix - Il regno di mezzo
- Amy Adams in La guerra di Charlie Wilson, The Master, American Hustle - L'apparenza inganna, Big Eyes, Vice - L'uomo nell'ombra
- Diane Kruger in Troy, Il mistero dei Templari - National Treasure, Io e Beethoven, Il mistero delle pagine perdute - National Treasure
- Alicia Silverstone in Batman & Robin, BancoPaz, Alex Rider: Stormbreaker
- Emily Mortimer in Match Point, L'altra metà della storia, Un viaggio indimenticabile
- Jaimie Alexander in Thor, The Last Stand - L'ultima sfida, Thor: The Dark World, Thor: Love and Thunder
- Emily Blunt in I guardiani del destino, Looper
- Charlotte Riley in Un matrimonio all'inglese, Heart of the Sea - Le origini di Moby Dick, Attacco al potere 2
- Yvonne Strahovski in Parto con mamma, I, Frankenstein, Chuck
- Eva Green in Arsenio Lupin, Dumbo
- Winona Ryder in Edward mani di forbice, Star Trek
- Missi Pyle in Un ciclone in casa, ...e alla fine arriva Polly
- Juliet Rylance in Sinister, Arthur the King - Insieme a ogni costo
- Blake Lively in Adaline - L'eterna giovinezza
- Téa Leoni in The Family Man
- Zoe Saldana in The Losers
- Keri Russell in Racconti incantati, Cocainorso
- Sarah Shahi in Jimmy Bobo - Bullet to the Head
- Radha Mitchell in Neverland - Un sogno per la vita
- Sally Hawkins in Blue Jasmine
- Roselyn Sánchez in Cambio di gioco
- Reese Witherspoon in Tutti insieme inevitabilmente
- Jennifer Aniston in Derailed - Attrazione letale
- Emmy Rossum in The Day After Tomorrow - L'alba del giorno dopo
- Chloë Sevigny in Dogville
- Nicole DeHuff in Ti presento i miei
- Jessica Kate Meyer in Il pianista
- Bridgette Wilson in Prima o poi mi sposo
- Carmen Electra in Scary Movie
- Shirley Bosquet in Se sposti un posto a tavola
- Maï Anh Le in Due fratelli
- Lorraine Farris in Assassini nati - Natural Born Killers
- Katherine Moennig in Stanno tutti bene - Everybody's Fine
- Melissa Joan Hart in Sabrina - Vacanze romane, Il mio finto fidanzato
- Jennifer Morrison in Bombshell - La voce dello scandalo
- Samaire Armstrong in Terrore in paradiso
- Erinn Hayes in A Christmas Story Christmas
- Elizabeth Berkley in La maledizione dello scorpione di giada
- Amalia Kassai in Sayen - La cacciatrice
- Sofia Essaïdi in Overdose
- Elaine Hendrix in Quel pazzo venerdì, sempre più pazzo

### Film d'animazione
- Misato Katsuragi in Neon Genesis Evangelion: The Feature Film, Evangelion: 1.0 You Are (Not) Alone, Evangelion: 2.0 You Can (Not) Advance
- Kida in Atlantis - L'impero perduto, Atlantis - Il ritorno di Milo
- Rachel in L'era glaciale
- Zingara in  Johan Padan a la descoverta de le Americhe
- Liv Tyler in Team America: World Police
- Principessa Su (parte parlata) in Mulan II
- Roxanne Ritchi in Megamind
- Gioia in Inside Out, Inside Out 2
- La sig.na Sadiker in Luis e gli alieni
- Poison Ivy in Batman Ninja
- Madoka Ayukawa in Orange Road The Movie: ...e poi, l'inizio di quella estate...
- Akane Tendo nei film: Ranma ½: Le sette divinità della fortuna, Ranma ½: La sposa dell'isola delle illusioni, Ranma contro la leggendaria fenice
- Makoto Kino/Sailor Jupiter in Sailor Moon R The Movie - La promessa della rosa (doppiaggio Shin Vision)
- Meryl Stryfe in Trigun: Badlands Rumble
- Lala in Lupin III - Il segreto del Diamante Penombra
- Emcee in Coco
- Barbara Keynes in Miraculous World: New York - Eroi Uniti

### Serie televisive
- Jennifer Love Hewitt in Ghost Whisperer, The Client List, Criminal Minds, 9-1-1, Law & Order - Unità vittime speciali
- Miranda Rae Mayo in Chicago Fire
- Alicia Silverstone in Miss Match, American Woman
- Roselyn Sánchez in Devious Maids - Panni sporchi a Beverly Hills, Grand Hotel, Fantasy Island
- Yvonne Strahovski in Chuck, The Astronaut Wives Club
- Chyler Leigh in Settimo cielo, Supergirl
- Liv Tyler in The Leftovers - Svaniti nel nulla, Gunpowder, 9-1-1: Lone Star
- Keri Russell in Felicity, The Diplomat
- Giulia Rebel in L'onore e il rispetto
- Elena Roger in Intrecci del passato
- Michelle Williams in Dawson's Creek
- Jennifer Morrison in C'era una volta
- Shay Mitchell in You
- Jessica Lucas in Gotham
- Laura Haddock in Da Vinci's Demons
- Jessica Capshaw in Grey's Anatomy
- Kiersten Warren in Desperate Housewives
- Kristin Davis in Sex and the City
- Cassidy Freeman in Smallville
- Carly Pope in Popular
- Jennifer Lien in Star Trek Voyager
- Casey Wilson in Happy Endings
- Karina Kraushaar in La nostra amica Robbie
- Eva-Maria Grein in La nave dei sogni - Viaggio di nozze
- Kristolyn Lloyd in Beautiful
- Carolina Ibarra in Soy Luna
- Serinda Swan in Coroner
- Kate Hudson in Glee
- Funda Eryiğit in The Protector
- Pınar Deniz in Love 101
- Katherine Heigl in Suits
- Valerie Niehaus in Gli specialisti
- Ana Villafañe in New Amsterdam
- Brennan Hesser in Jonny Zero
- Olivia Munn in Tales of the Walking Dead
- Andrea Savage in Tulsa King
- Elizabeth Rodriguez in East New York
- Baek Joo-hee in Crazy Love
- Annette Frier in Ella Schön[2]
- Juliet Rylance in McMafia
- Claire Brown in Lockerbie - Attentato sul volo Pan Am 103

### Anime e serie animate
- Misato Katsuragi in Neon Genesis Evangelion (primo doppiaggio)
- Hera Syndulla in Star Wars Rebels
- Hello Kitty in Il teatrino delle fiabe di Hello Kitty
- Molly Cunningham (1° Voce) e Mira Foxworthy in TaleSpin
- Sierra in A tutto reality - Il tour, A tutto reality - All-Stars
- Akane Tendo in Ranma ½ (episodi 1-125) e negli Episodi OAV di Ranma ½
- Stacey in Vicini terribili
- Madoka Ayukawa in Kimagure Orange Road (Edizione Dynit-Yamato Video)
- Sango in Inuyasha (stagione 1 - episodi 24-26), Inuyasha: The Final Act
- Meryl Stryfe in Trigun
- Chun-Li in Street Fighter II V
- Doll Rika in Super Doll Rika-chan
- Chris Anderson in Polizia Dipartimento Favole
- Cassie in Il criceto spaziale
- Kendappa nella serie OAV RG Veda
- Maho Izawa in Le situazioni di Lui & Lei
- Ropponmatsu (forma adulta) in Excel Saga
- Chiharu Nitta in Boys Be...
- Shauna Chalmers in I Simpson
- Cassandra in Rapunzel - La serie
- Jun Fudo in Devil Lady
- Inaho nella serie OAV Master Mosquiton
- Chloè Pig in Peppa Pig
- Clara in Vera e il regno d'arcobaleno
- Delizia in Le avventure del bosco piccolo
- Lana Kane in Archer
- Evelyn / Evil-Lyn in He-Man and the Masters of the Universe
- Amunet in DuckTales

### Documentari e docu-serie
- Mara in African Safari

### Videogiochi
- Principessa Kida in Atlantis: L'impero perduto (2001)[3]
- Holly Shiftwell in Cars 2 (2011)[4]
- Tia Dalma in Disney Infinity (2013)[5]
- Holley Whiftwell in Kinect Rush: un'avventura Disney-Pixar (2013)[6]
- Gioia in Disney Infinity 3.0 (2015)[7]

## Riconoscimenti
- 2003 - Sirenetta d'Oro dell'Acquafestival come Voce Femminile
- 2004 - Premio Voce Femminile dell'Anno al Gran Galà del Doppiaggio - Romics 2004